# Peeter Cornet
Peeter Cornet ook Petrus Cornet (Brussel?, ca. 1575 - Brussel, 27 maart 1633) was een Vlaams componist.

## Leven
Men vermoedt dat hij in Brussel geboren werd. Hij was er organist aan de Sint-Niklaaskerk alvorens rond 1606 dezelfde functie op te nemen aan het hof van Albrecht en Isabella. De orgelmuziek moet er wel bijzonder zijn gewaardeerd, aangezien op een bepaald ogenblik er liefst vier of vijf organisten in vaste dienst waren. Cornet had er dan ook collega's als John Bull en Peter Philips. Zijn sterfdatum kon wel exact worden vastgesteld: 27 maart 1633. Hij werd begraven in de Zavelkerk. Van zijn hand overleven vier manuscripten met in totaal zeventien orgelstukken.